# 花鹿
花鹿，别名斑鹿，白斑鹿（Axis axis），是属于鹿科的一种，生活在斯里兰卡，尼泊尔，孟加拉国，和印度的森林地带。是印度森林中最常见的鹿种。背面浅红褐色，具斑点，腹面白色。雄鹿生角，分三叉，可长大75厘米。由于花鹿产于热带，一整年都可以交配。肩高90厘米，体重可达85千克。寿命长约20-30年。
喜群居，通常每群10-50头，其中有一到两只是雄鹿。对人类的接近比较宽容，尤其是生活在受到人类影响的地区的。生活在低纬度的森林，在高纬度森林它们经常被其它的鹿种（水鹿等）替代。主要植物为食，但也会吃掉脱落掉的鹿茸。
花鹿被传入到澳大利亚昆士兰州，美国加利福尼亚，得克萨斯，佛罗里达州和夏威夷群岛。

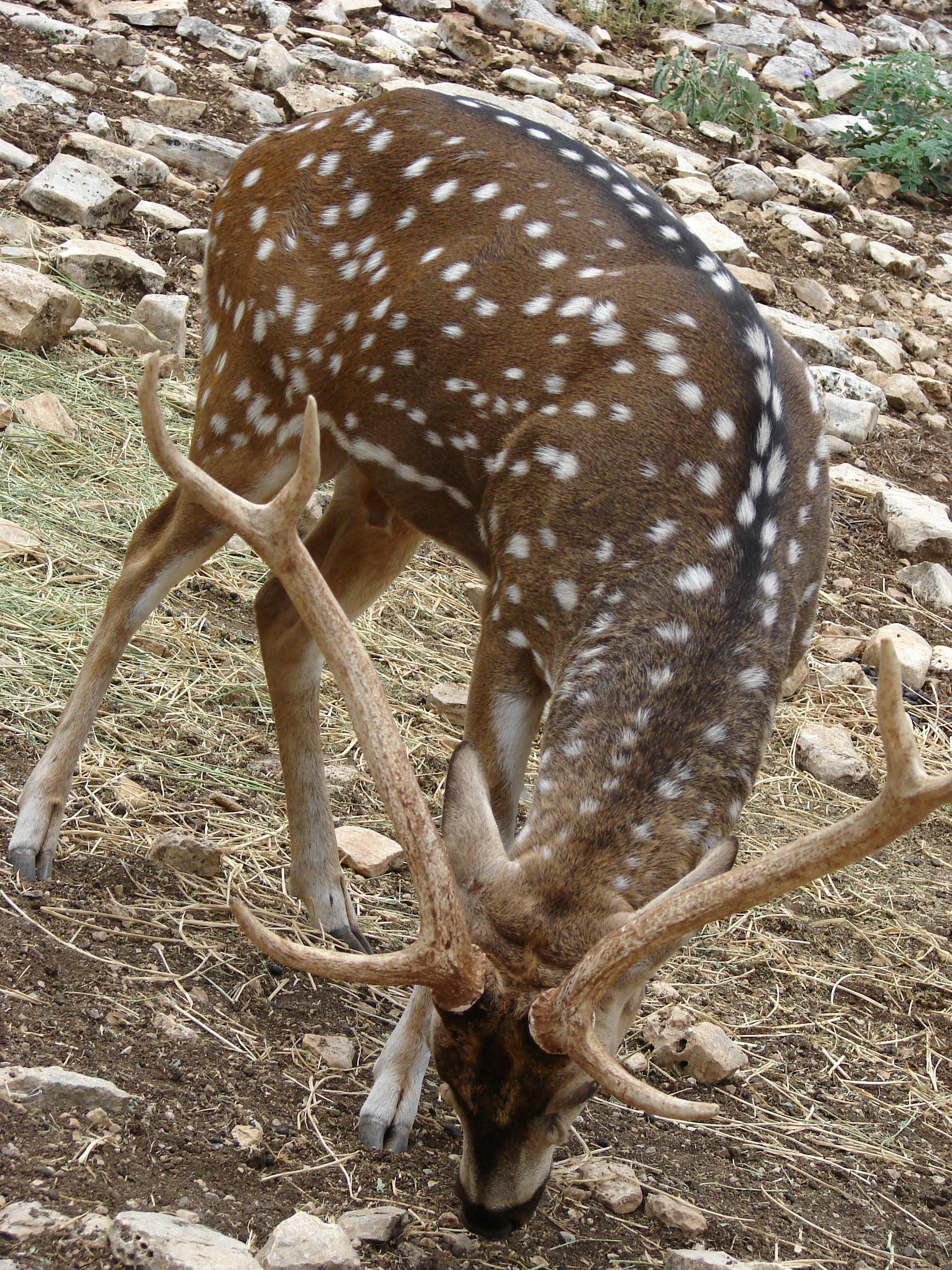
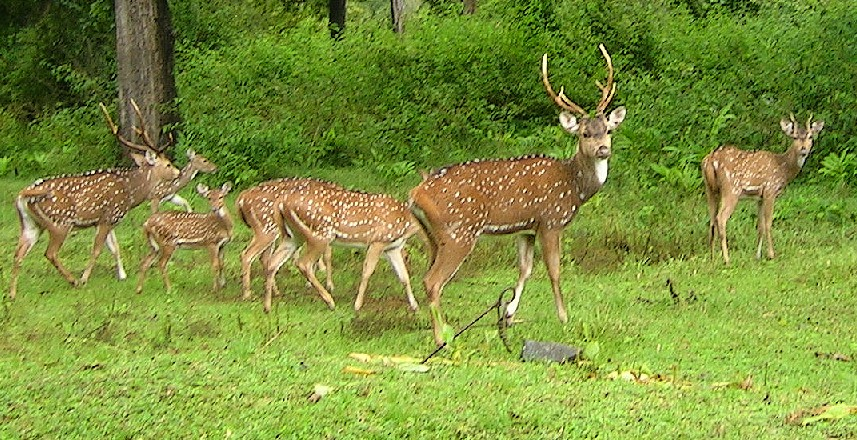
野生的花鹿群
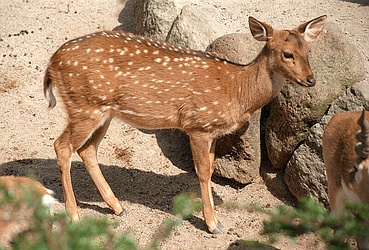
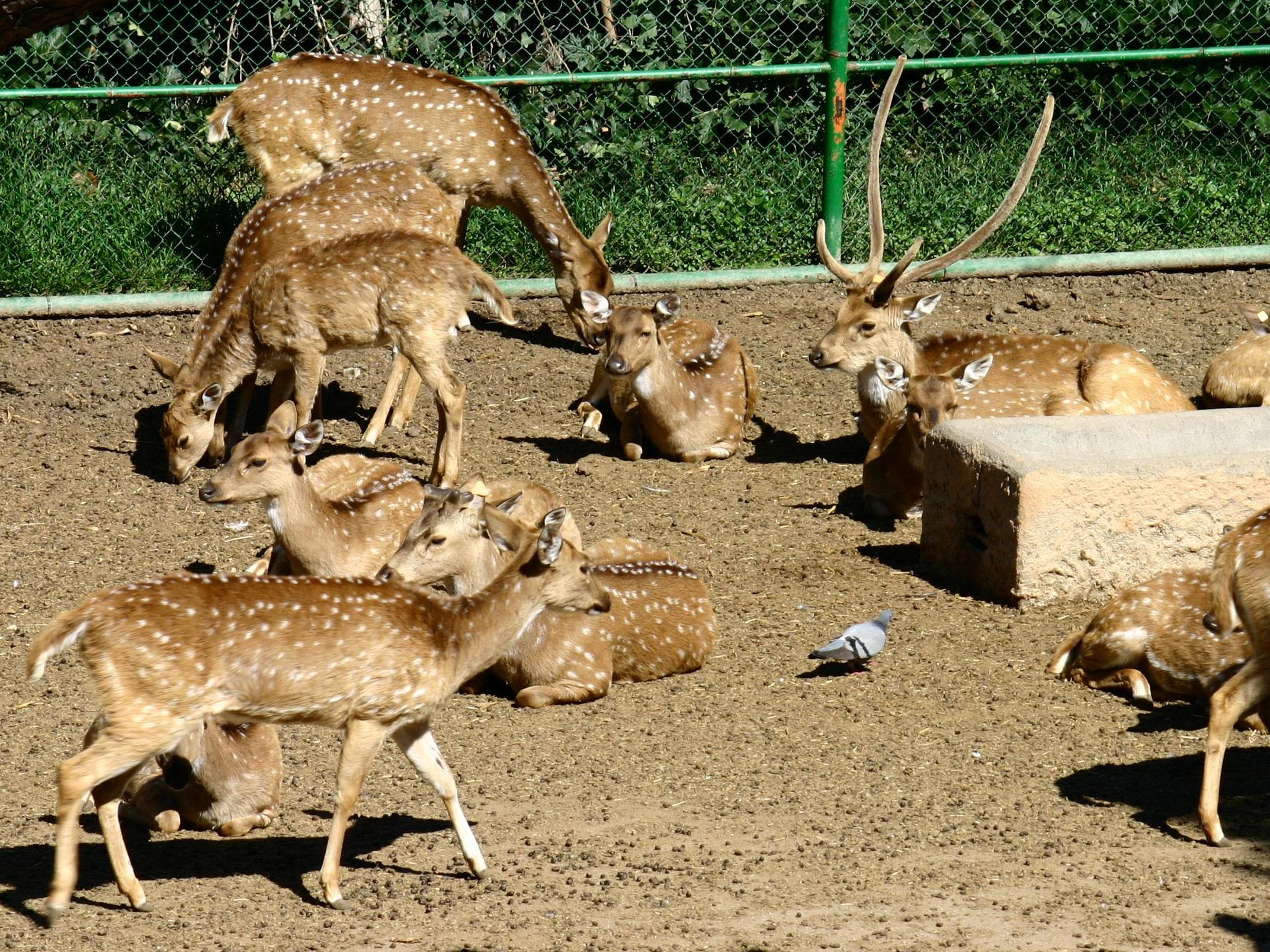
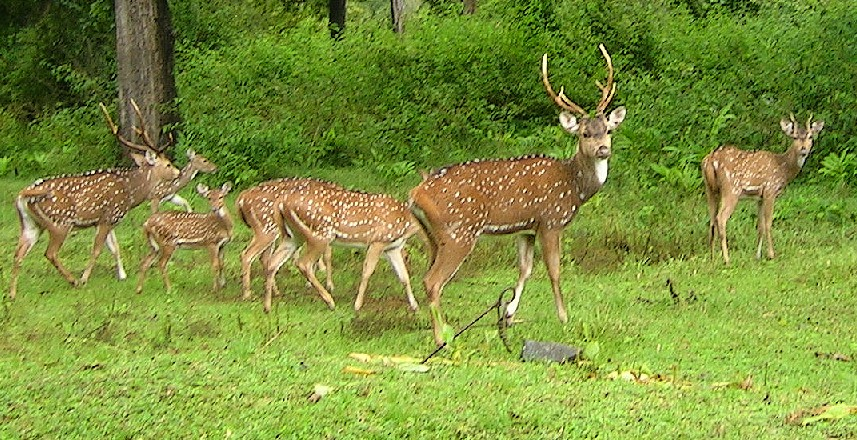

## 参看
- 斯里兰卡花鹿
- 梅花鹿